# Конрад фон Рюденберг
Конрад фон Рюденберг (на немски: Konrad von Rüdenberg, Graf von Rudenberg, Burggraf te Stromberg; † 1190) е граф от род Рюденберг, господар на замък Рюденбург при Арнсберг и от 1177 г. бургграф на замък Щромберг във Вестфалия.
Той е син на Херман II/IV фон Верл, граф на Рюденберг († сл. 1144) съпругата му Вилтруд (* ок. 1082). Брат е на Луитфрид фон Рюденберг († сл. 1183) и Рабодо фон Рюденберг († пр. 1170), женен за Рихеца († пр. 1174).
Родът „Рюденберг“ се смята за най-знатен и богат във Вестфалия. От 1177 до 1463 г. замъкът Щромберг се управлява от род Рюденберги. От 1463 г. с измирането на бургграфовете фон Щромберг замъкът Щромберг отива отново на епископа на Мюнстер.

## Фамилия
Конрад фон Рюденберг се жени за бургграфиня Гизела фон Щромберг († 1185), сестра на Титмар фон Щромберг († сл. 1206), епископ на Минден (1185 – 1206), дъщеря на бургграф Херман фон Щромберг († сл. 1167) и бургграфиня Гизела фон Щромберг († сл. 1188). Те имат децата:
- Херман II фон Рюденберг († сл. 4 юли 1246), бургграф на Щромберг
- Вилхелм фон Рюденберг (* ок. 1149)
- Хайнрих I фон Рюденберг († сл. 1205), бургграф на Шромберг
- Зуетер фон Рюденберг († сл. 1188)
- Конрад I фон Рюденберг († сл. 1236), епископ на Минден (1209 – 1236)
- вер. Лутгарда фон Рюденберг († сл. 1201), омъжена за Готшалк I фон Падберг († 1196/1201)